# Bāzī Robāb
Bāzī Robāb (persiska: بازی رباب) är en ort i Iran.   Den ligger i provinsen Kurdistan, i den nordvästra delen av landet, 400 km väster om huvudstaden Teheran. Bāzī Robāb ligger 1 835 meter över havet och antalet invånare är 249.
Terrängen runt Bāzī Robāb är huvudsakligen kuperad, men den allra närmaste omgivningen är platt.Runt Bāzī Robāb är det ganska tätbefolkat, med 192 invånare per kvadratkilometer. Närmaste större samhälle är Bāyanchūb, 5,3 km väster om Bāzī Robāb. Trakten runt Bāzī Robāb består i huvudsak av gräsmarker.